# Hubaldus aus Pisa
Hubaldus aus Pisa (auch Hubaldinus) (* unbek. in Pisa; † nach 1252 ebenda) war ein erzbischöflicher Notar in Pisa in der ersten Hälfte des 13. Jahrhunderts.
Hubaldus war Sohn eines Notars zu Pisa, er selbst nennt ihn Rothus, aber auch Robulinus. Sein Vater starb vor 1228.
Die erste von Hubaldus signierte Urkunde wurde am 20. Dezember 1208 ausgestellt. Zwischen 1215 und 1220 hat sich dann der Wechsel von seinem Vorgänger, des Notars Silvester filius Boni zu ihm vollzogen, denkbar ist das Jahr 1218 anlässlich des Amtsantritts des neuen Pisaner Erzbischofs Vitalis. Ab 1220 gibt Hubaldus als Titel publicus scriba curie Pisani archiepiscopatus an. 
In dieser Eigenschaft protokollierte und fertigte er zahlreiche Urkunden aus, nicht nur für die erzbischöfliche Kurie, sondern in mindestens elf Fällen auch für Privatpersonen. Er besaß wohl (wenigstens vorübergehend) eine Kanzlei, urkundete aber meistens entweder in der Kurie selbst oder im Haus des Bestellers.
Es ist möglich, dass er sein Amt bis 1252 behielt, in diesem Jahr starb Erzbischof Vitalis, Fredericus Visconti wurde sein Nachfolger im Bischofsamt, ab November 1253 urkundet sein Nachfolger im Amt des Notars, Rudolfinus filius Albertini.
Hubaldus hinterließ ein Imbreviaturbuch, welches erst im März 1965 von Gero Dolezalek im Staatsarchiv Pisa entdeckt wurde. Es umfasst den Zeitraum Mai bis August 1230 und ist damit das älteste Pisaner Notariatsimbreviaturbuch und gehört zu den ältesten Imbreviaturbüchern überhaupt.
Die Besonderheit dieses Imbreviaturbuches liegt darin, dass es neben den üblichen Aufgaben eines erzbischöflichen Gerichtsnotars die gesamte Fülle von Rechtsangelegenheiten aufzeigt, die in einer Stadt wie Pisa im 13. Jahrhundert anfielen, also auch und insbesondere Ehestreitigkeiten, Wuchersachen, Erbstreitigkeiten, Schuldanerkenntnisse, Bürgschaften usw. Es ist daher eine reichhaltige Quelle für die Erforschung zivilrechtlicher Verhältnisse vor dem Erlass des Liber Extra 1234.